# Bombus hyperboreus
Bombus hyperboreus es una especie de abejorro ártico con una distribución circumpolar. La especie se encuentra principalmente en las zonas árticas de Canadá, Alaska, Groenlandia, el norte de Escandinavia y Rusia. Sin embargo, más recientemente, (2015), un abejorro cercano genéticamente a esta especie, el abejorro neártico Bombus natvigi, ha sido separado de esta especie, basándose en análisis genéticos. Entonces, Bombus hyperboreus se limita al Paleártico.
Es un parásito de puesta, que ataca y esclaviza a otras colonias de abejorros para reproducirse, ya que no tienen la capacidad de producir obreras por sí mismas. La mayoría de sus objetivos son colonias de especies del mismo subgénero, Alpinobombus.

## Taxonomía
Bombus hyperboreus fue nombrado originalmente Bombus arcticus en 1802. El zoólogo Schönherr cambió el nombre de la especie a B. hyperboreus en 1809. No fue hasta 1950 que B. hyperboreus se utilizó comúnmente para identificar la especie. Se necesitaban peticiones para cambiar el nombre a B. hyperboreus oficialmente.
Bombus hyperboreus pertenece al subgénero Alpinobombus y está más estrechamente relacionado con Bombus neoboreus, pero también comparte relaciones con Bombus balteatus, B. alpinus y B. polaris.
Bombus natvigi ha sido recientemente separado de Bombus hyperboreus basándose en análisis genéticos. Bombus hyperboreus es paleártico, mientras que Bombus natvigi es neártico.

## Descripción.
Debido a su estilo de vida parasitario, las obreras raramente están presentes. Las reinas y los zánganos son similares, con el tórax y la parte anterior del abdomen de color marrón anaranjado. El tórax tiene una banda transversal negra, mientras que los últimos segmentos abdominales son negros. Debido a que el ambiente en el que habita la especie es frío y ventoso, se sugiere que sus bandas negras actúen como un método para aumentar la temperatura corporal a través de la radiación solar, y su capa de pelo larga y densa minimiza la pérdida de aislamiento. La longitud media de la reina es relativamente grande, de 18,4 milímetros (0,72 pulgadas), y se supone que permite a la especie contrarrestar los fuertes efectos del ambiente ventoso y frío.

## Distribución.
Los miembros del subgénero Alpinobombus, incluido B. hyperboreus, viven en praderas y arbustos en las zonas altas del Ártico y los Alpes, también conocidas como la tundra ártica. Se distribuyen en las regiones ártica, paleártica y neártica occidental. La distribución de las especies en términos de altitud varía según la estación del año. Durante el verano, B. hyperboreus hace uso de todo el rango altitudinal (350-1.500 metros (1.150-4.920 pies)). Sin embargo, tienden a vivir y alimentarse en altitudes más bajas en primavera y en altitudes más altas hacia finales del verano y principios del otoño.

## Alimentación.
Bombus hyperboreus tiene una dieta variada y se alimenta principalmente de flores medianas y profundas.  Algunas especies que se han observado polinizando son del género Pedicularis, específicamente Pedicularis hirsuta y Pedicularis lapponica. Pero no se limitan solo a esas especies. Cerca del lago Latnjajaure, en el norte de Suecia, se ha observado a Bombus hyperboreus recolectando polen y néctar de Saxifraga oppositifolia y luego cambiando a forrajear en Astragalus alpinus y Bartsia alpina una vez que estos llegan a florecer. Las flores de las que se alimentan también varían dependiendo de la estación y la altitud de sus nidos. En el monte Njulla, en el norte de Suecia, por ejemplo, a principios del verano, las especies Rhododendron lapponicum y Salix dominan su dieta, pero a medida que avanza la temporada, su dieta cambia al consumo de especies del género Vaccinium a mediados del verano y, finalmente, al consumo de Astragalus alpinus y Solidago virgaurea hacia principios de agosto.

## Ciclo de colonias.
A principios de la primavera, las reinas fecundadas emergen del suelo congelado de la tundra y buscan una colonia en crecimiento de una especie de abeja diferente. Bombus hyperboreus obtiene una colonia matando a la reina de las especies hospederas y esclavizando a sus obreras. La reina solo produce reinas y zánganos. Debido a que las reinas no producen obreras propias, dependen de las obreras capturadas para que las cuiden. El número de reinas y zánganos que produce la especie es mucho mayor que el de cualquiera de las otras especies alpinas y no alpinas de la región ártica y se observan con mayor frecuencia desde principios de primavera hasta finales de agosto, junto con las especies que usurpa. 

## Nidificación
Los nidos se encuentran principalmente cubiertos de follaje, como arbustos húmedos y musgosos, líquenes, ramitas, hojas marchitas de Salix glauca y hojas secas de Pyrola grandiflora. La entrada al nido también suele estar bien camuflada. Algunas veces, se utilizan recubrimientos cerosos para soportar el follaje adicional por encima del nido. Dentro del nido, muchos capullos llevan larvas macho y reina, y la mayoría de los vacíos contienen miel y unos pocos polen. Los nidos tienen una cantidad tremenda de miel (15 mililitros), considerando que la mayoría de la colmena está compuesta de abejas fértiles, reinas y zánganos, y algunas obreras. Las temperaturas de los nidos están estrechamente reguladas y se mantienen en un rango de 25-35 °C (77-95 °F).
Los abejorros del género Bombus organizan sus capullos de cierta manera. Los capullos nuevos se colocan ligeramente al lado de otros capullos para que los adultos emergentes no perturben el resto de las celdillas. Después de la aparición de los adultos, los capullos se utilizan para almacenar miel o polen.

## Comportamiento

### Comportamiento parasítico.
Bombus hyperboreus es un cuco, o parásito social, en su mayoría atacando y esclavizando colonias de especies del mismo subgénero. Aunque en su mayoría usurpa Bombus polaris, ha habido evidencia de que B. hyperboreus usurpa Bombus balteatus y Bombus jonellus también. La mayoría de los abejorros parásitos dependen de los abejorros sociales porque no tienen canastas de polen y no pueden producir su propia cera. Sin embargo, B. hyperboreus es diferente: aunque es parasitaria, tiene canastas de polen y recoge polen.
Para comenzar la usurpación, una reina impregnada emerge en primavera un tiempo después que una reina de B. polaris, y busca invadir su nido. Después de invadir su colonia, la reina de B. polaris es asesinada y sus obreras esclavizadas. La reina de B. hyperboreus pone su primer lote de huevos, que emergen como reinas y zánganos, y son alimentados y criados por las obreras esclavizadas. B. hyperboreus desarrolló rasgos de parasitismo social porque habita en ambientes fríos y duros y debe producir pequeñas colonias durante períodos cortos cuando las condiciones son favorables. Estos períodos de tiempo muy cortos, favorables para la fundación y reproducción, empujan a B. hyperboreus a invadir y esclavizar otras colonias, reduciendo así el tiempo que tardaría en iniciar una colonia por su cuenta.

### Comportamiento de la reina
Dependiendo de su hábitat, las reinas de B. hyperboreus exhiben diferentes comportamientos y producen diferentes tipos de crías. Los hábitats alpinos y árticos tienen temporadas de crecimiento cortas (2 a 3 meses), lo que empuja a la especie a producir más individuos fértiles (reinas y machos) en lugar de obreras. Además, se ha descubierto que las reinas que se encuentran en Escandinavia recogen activamente néctar y polen, mientras que las que se encuentran en el Ártico canadiense no lo hacen. Las reinas también invaden y usurpan otras colonias una vez que emergen, y dependen de las obreras para ayudar a criar nuevas reinas y zánganos.

### Apareamiento
Para aparearse, los machos, también conocidos como zánganos, patrullan circuitos de marcas de olor para encontrar reinas. Estos incluyen octadecenol, 2,3-dihidro-6-transfarnesol, citronelol y geranilcitronelol.

## Riesgo de predación
No hay mucha información sobre los depredadores que amenazan a B. hyperboreus. Los pocos depredadores que tienen incluyen:
- Zorros
- Género Oenanthe
- Humanos

## Competición por recursos
B. hyperboreus compite con muchas otras especies del mismo subgénero por recursos y hábitats. Las especies alpinas, que en su mayoría ocupan grandes altitudes, con las que compite son B. alpinus y B. polaris. Las especies no alpinas con las que compite son Bombus pratorum, B. jonellus, B. pascuorum, B. lucorum, B. lapponicus y B. balteatus. Sin embargo, la mayoría de las veces se encuentra con especies alpinas porque suelen compartir la misma altitud en diferentes momentos de la temporada y, por lo tanto, compiten por los mismos recursos al mismo tiempo.

## Importancia para los humanos.
Los abejorros juegan un papel vital en la propagación de ciertas especies de flores, así como en la producción de cultivos para el consumo humano. Sin embargo, debido al uso de pesticidas, el desarrollo urbano y el cambio climático, las especies de abejorros están siendo amenazadas. Con el aumento de las temperaturas y los largos períodos de sequía, Bombus hyperboreus está experimentando una pérdida de hábitat y está disminuyendo en número, lo que los coloca como "Vulnerables" en la Lista Roja de la Unión Internacional para la Conservación de la Naturaleza (UICN).